# 格姆布蘭奇 (喬治亞州)
格姆布蘭奇（英語：Gumbranch）是一個位於美國喬治亞州利柏提縣的城市。

## 地理
格姆布蘭奇的座標為31°50′20″N 81°41′04″W / 31.83889°N 81.68444°W，而該地的平均海拔高度為24米（即79英尺）。

## 人口
根據2010年美國人口普查的數據，格姆布蘭奇的面積為2.10平方千米，當中陸地面積為2.10平方千米，而水域面積為0.00平方千米。當地共有人口264人，而人口密度為每平方千米125.71人。